# Anett Kontaveit
Anett Kontaveit (født 24. december 1995 i Tallinn, Estland) er en professionel kvindelig tennisspiller fra Estland.